# Hart to Hart
Hart to Hart is een Amerikaanse televisieserie, die oorspronkelijk liep van 1979 tot 1984 over het televisie netwerk ABC met in totaal 5 seizoenen, 110 afleveringen en 8 televisiefilms. De serie werd bedacht door schrijver Sidney Sheldon en geproduceerd door Aaron Spelling en Leonard Goldberg. In Nederland is de serie door de TROS uitgezonden onder de titel Harten 2.

## Inhoud
De serie draait om Jonathan en Jennifer Hart. Jonathan is in het dagelijks leven een miljonair en de CEO van Hart Industries. Zijn vrouw Jennifer is een freelance journaliste. In het geheim zijn de twee echter amateurdetectives. In elke aflevering raken ze betrokken bij criminele activiteiten als smokkelen, diefstal, internationale spionage en moord.
Het duo wordt in hun werk bijgestaan door hun butler Max en hun hond Freeway.

## Achtergrond
Scenarioschrijver en auteur Sidney Sheldon bedacht het concept voor de serie aanvankelijk voor CBS onder de naam "Double Twist". Dit scenario werd afgewezen en bleef jarenlang in de kast liggen. Uiteindelijk besloten producenten Aaron Spelling en Leonard Goldberg het wat aan te passen voor een televisieserie. Ze boden het scenario aan bij scenarioschrijver Tom Mankiewicz, die op dat moment al meerdere scenario's voor de James Bondfilms had geschreven. Ze gaven Mankiewicz de opdracht het scenario geschikt te maken voor een wekelijkse televisieserie. Als de serie zou worden gemaakt, mocht hij zelf de pilotaflevering regisseren. Mankiewicz slaagde in zijn opdracht.
Spellings en Goldbergs eerste keus voor de rol van Jonathan Hart was Cary Grant, maar hij was inmiddels met pensioen gegaan.

## Rolverdeling
| Acteur          | Personage     |
| --------------- | ------------- |
| Robert Wagner   | Jonathan Hart |
| Stefanie Powers | Jennifer Hart |
| Lionel Stander  | Max           |

## Films
In 1993, bijna 10 jaar nadat de serie was stopgezet, sloegen Wagner en Powers de handen ineen voor een reeks televisiefilms gebaseerd op de serie. Er werden in totaal 8 films van 90 minuten gemaakt:
- Hart To Hart Returns (1993)
- Home Is Where The Hart Is (1994)
- Crimes Of The Hart (1994)
- Old Friends Never Die (1994)
- Secrets Of The Hart (1995)
- Two Harts In 3/4 Time (1995)
- Harts In High Season (1996)
- Till Death Us Do Hart (1996)